# Artidoro Berti
Artidoro Berti (Pistoia, 29 luglio 1920 – Iano, 9 gennaio 2005) è stato un maratoneta italiano.

## Biografia
Fin da ragazzo amava correre a piedi e in bicicletta, con una predilezione per le ciclocampestri (l'odierno ciclocross). Nel 1939 fu arruolato nel 9º Reggimento alpini e nel 1940 partì per il fronte, in Albania, poi in Grecia fino a partecipare alla campagna italiana di Russia.
Rientrato a casa, nel 1944, durante un periodo di congedo sposò Caterina, dalla quale poi ebbe i figli Mauro (1944), Germano (1946) e Mara (1952, all'anagrafe Maratona). Poco tempo dopo dovette ripartire per la Slovenia, dove rimase fino alla fine della guerra.
Dopo la guerra cominciò a lavorare come muratore e riprese l'attività della corsa. Nel 1945 si tesserò per la società Libertas Pistoia Francesco Ferrucci e nel 1948 prese parte alla 100 chilometri Monza-Milano. Nel 1949, durante una gara di ciclocampestre un dirigente dell'Atletica Sestese lo notò mentre correva a piedi con la bicicletta in spalla e fece di tutto per convincerlo a dedicarsi solo alla corsa a piedi con la maglia della sua società. Questi e altri importanti conseguiti nel corso dell'anno lo resero un possibile atleta olimpico per i Giochi che si sarebbero tenuti a Helsinki nel 1952.
Prese parte ai Giochi olimpici finlandesi concludendo la gara in cinquantatreesima posizione a causa delle sue precarie condizioni di salute. nello stesso anno, a fine stagione vinse la medaglia d'argento ai campionati italiani di maratona alle spalle di Egilberto Martufi. L'anno successivo lasciò l'Atletica Sestese per tesserarsi per la Combattenti e Reduci di Pistoia, per la quale fu anche custode della palestra di Monteoliveto. Con i colori pistoiesi Berti corse la Bologna-Pianoro (32 km) vincendo con 1h55'28" su Rino Lavelli, che da lì a pochi anni sarebbe stato più volte campione italiano su diverse distanze.
Il suo primo titolo italiano arrivò il 18 luglio 1954, quando a Montecatini Terme vinse la maratona in 2h43'34"2/10. L'anno successivo si riconfermò campione nazionale a Napoli, stavolta con il tempo di 2h33'05".
Nell'ottobre 1955 prese parte alla maratona di Atene, che si corse sullo storico percorso affrontato da Fidippide nel 490 a.C. da Maratona alla capitale greca, e si classificò quinto dopo una corsa di 2h45'41". Quello di Atene fu una delle sue ultime apparizioni sulla scena internazionale, anche a causa delle difficoltà economiche del Comitato olimpico nazionale italiano che non poté assicurargli la partecipazione ai Giochi olimpici di Melbourne del 1956.
In carriera partecipò a sette edizioni della Cinque Mulini, sempre classificandosi entro i primi sette.

## Palmarès
| Anno | Manifestazione  | Sede     | Evento   | Risultato | Prestazione | Note |
| ---- | --------------- | -------- | -------- | --------- | ----------- | ---- |
| 1952 | Giochi olimpici | Helsinki | Maratona | 53ª       | 2h58'36"2   |      |

## Campionati nazionali
- 2 volte campione italiano assoluto della maratona (1954, 1955)

1951
- 11º ai campionati italiani di maratonina
- Argento ai campionati italiani di maratona

1954
- Oro ai campionati italiani di maratona - 2h43'34"9

1955
- Oro ai campionati italiani di maratona - 2h33'05"8